# Campeonato Mundial de Patinaje Artístico sobre Hielo de 1938
El XXXVI Campeonato Mundial de Patinaje Artístico se realizó en Berlín (concurso masculino y por parejas) entre el 18 y el 19 de febrero y en Estocolmo (concurso femenino) entre el 4 y el 5 de febrero de 1938 bajo la organización de la Unión Internacional de Patinaje sobre Hielo (ISU), la Federación Alemana de Patinaje sobre Hielo y la Federación Sueca de Patinaje sobre Hielo. 

## Resultados

### Masculino
| Puesto | Nombre         | País        | Puntos |
| ------ | -------------- | ----------- | ------ |
| Oro    | Felix Kaspar   | Austria     | 9      |
| Plata  | Graham Sharp   | Reino Unido | 12     |
| Bronce | Herbert Alward | Austria     | 32     |

### Femenino
| Puesto | Nombre           | País           | Puntos |
| ------ | ---------------- | -------------- | ------ |
| Oro    | Megan Taylor     | Reino Unido    | 7      |
| Plata  | Cecilia Colledge | Reino Unido    | 8      |
| Bronce | Hedy Stenuf      | Estados Unidos | 21     |

### Parejas
| Puesto | Nombre                     | País     | Puntos |
| ------ | -------------------------- | -------- | ------ |
| Oro    | Maxi Herber / Ernst Baier  | Alemania | 12     |
| Plata  | Ilse Pausin / Erich Pausin | Austria  | 16     |
| Bronce | Inge Koch / Günther Noack  | Alemania | 30     |

## Medallero
| Núm. | País           | Oro | Plata | Bronce | Total |
| ---- | -------------- | --- | ----- | ------ | ----- |
| 1    | Reino Unido    | 1   | 2     | 0      | 3     |
| 2    | Austria        | 1   | 1     | 1      | 3     |
| 3    | Alemania       | 1   | 0     | 1      | 2     |
| 4    | Estados Unidos | 0   | 0     | 1      | 1     |
|      | TOTAL          | 3   | 3     | 3      | 9     |

| Predecesor: Austria - Reino Unido 1937 | Campeonato Mundial de Patinaje Artístico sobre Hielo 1938 | Sucesor: Hungría - Checoslovaquia 1939 |

- Datos: Q670166
- Multimedia: 1938 World Figure Skating Championships / Q670166